# Göran Persson
Hans Göran Persson (phát âm tiếng Thụy Điển: [ˈʝœːran ˈpæːʂɔn] (phát âm tiếng Thụy Điển: [ʝœːran pæːʂɔn], sinh ngày 20 tháng 1 năm 1949) từng là Thủ tướng Thụy Điển từ năm 1996 đến năm 2006 và là lãnh đạo của Đảng Dân chủ Xã hội Thụy Điển từ năm 1996 đến năm 2007.
Persson được bầu vào Quốc hội Thụy Điển vào năm 1979, đại diện cho quận Södermanland nhưng rời khỏi năm 1985 để làm Ủy viên thành phố Katrineholm, từ năm 1985 đến năm 1989. Năm 1991, ông được tái đắc cử vào Quốc hội và đại diện cho cùng một cử tri. Ông từng là Bộ trưởng Bộ Giáo dục từ năm 1989 đến năm 1991 trong các tủ đầu tiên và thứ hai của Ingvar Carlsson. Từ năm 1994 đến năm 1996, Persson từng là Bộ trưởng Tài chính trong nội các thứ ba của Ingvar Carlsson.
Sau khi Ingvar Carlsson tuyên bố nghỉ hưu từ vị trí của Thủ tướng, Persson đã được chọn trở thành Thủ tướng mới. Persson đã bắt đầu làm Thủ tướng nơi ông rời nhiệm sở làm Bộ trưởng Tài chính - bằng cách tiếp tục nỗ lực của chính phủ nhằm giảm bớt thâm hụt ngân sách kinh niên của Thụy Điển. Năm 1994, sự thiếu hụt hàng năm là khoảng 13% GDP. Nhưng sau khi thực hiện cắt giảm phúc lợi và tăng thuế, nó đã giảm đến 2,6% GDP vào năm 1997, đưa Thụy Điển vào vị trí để hội đủ điều kiện cho Liên minh châu Âu và Kinh tế. Tuy nhiên, chi phí cao: tỷ lệ thất nghiệp tăng, dao động liên tục khoảng 13%, sau đó đột nhiên giảm xuống khoảng 6,5% cùng năm. Trong cuộc tổng tuyển cử năm 1998, Đảng Dân chủ Xã hội đã đạt được ít điểm hơn so với cuộc tổng tuyển cử năm 1991, khi họ bỏ phiếu không chính thức. Persson có thể vẫn là Thủ tướng Chính phủ với sự hỗ trợ của Đảng Xanh và Tả khuynh.
Trong cuộc tổng tuyển cử năm 2002, Đảng Dân chủ Xã hội đã tăng số ghế trong quốc hội. Sau thất bại tại cuộc tổng tuyển cử ngày 17 tháng 9 năm 2006, Persson ngay lập tức đệ trình đơn xin từ chức và tuyên bố ý định từ chức lãnh đạo đảng sau cuộc đại hội Đảng vào tháng 3 năm 2007.
Kể từ khi rời chức vụ này, Persson đã từng là chuyên gia tư vấn cho công ty PR của Stockholm JKL. Ông đã xuất bản một cuốn sách vào tháng 10 năm 2007, "Min väg, mina val" (Con đường của tôi, sự lựa chọn của tôi). Năm 2008, ông được Chính phủ Thu Swedish Điển bổ nhiệm làm Chủ tịch Hội đồng quản trị Sveaskog. Ông là thành viên của Hội đồng châu Âu về Trắc nghiệm và Hòa giải từ năm 2007 và là thành viên của Hội đồng Quản trị Nguồn lực thế giới từ năm 2010. Từ năm 2012 Persson đã dẫn đầu cuộc thảo luận cấp cao và diễn đàn chia sẻ thông tin về tương lai Rừng châu Âu: ThinkForest, do Viện Rừng Châu Âu tổ chức.

## Đời tư
Persson sinh ở Vingåker ở Södermanland, Thụy Điển, trong một gia đình thuộc tầng lớp lao động. Trong những năm gần đây, ông đã tiết lộ rằng ông muốn trở thành một linh mục khi còn trẻ; tuy nhiên, ông đã nộp đơn vào trường cao đẳng tại [Örebro], nơi ông học các môn về khoa học xã hội (chủ yếu là xã hội học). Ông đã hoàn thành 80 tín chỉ đại học (120 tín chỉ và tín chỉ ECTS) trong đề tài này trước khi rời trường đại học năm 1971 mà không tốt nghiệp. Khi đại học sau đó nhận được chứng chỉ như là một trường đại học đầy đủ, đổi tên thành Đại học Örebro đã cho ông một tiến sĩ danh dự trong y học vào tháng 2 năm 2005, một giải thưởng đã gây ra một số tranh cãi.
Lần đầu tiên anh kết hôn với Gunnel (nhũ danh Claesson) vào năm 1978, và anh ta có hai con gái. Họ ly dị vào năm 1995. Vào ngày 10 tháng 3 năm 1995, anh cưới Annika Barthine, người mà anh ly dị vào tháng 12 năm 2002. Vào ngày 6 tháng 12 năm 2003, Persson cưới Anitra Steen, người đã trở thành người vợ thứ ba.
Trong năm 2004 Persson và Steen đã mua một căn hộ nông nghiệp 190 héc-ta Övre Torp theo hồ Båven tại [[Södermanland]. Trong năm 2006, hai vợ chồng bắt đầu xây dựng một ngôi nhà lớn trên khu đất.
Ông đã duy trì đức tin Kitô giáo của mình và là một thành viên của Hiệp hội Dân chủ Xã hội Kitô giáo.

### Các vấn đề sức khoẻ
Vào ngày 8 tháng 7 năm 2002, Persson ngã khi cưỡi xe đạp của mình tại [Harpsund] và phá vỡ trái xương đòn.
Sau vụ tai nạn này, anh ta đã không thể nhấc cánh tay trái của mình trong một thời gian và gần như [Syncope (thuốc) | ngất đi] trong một bài phát biểu trong [Almedalen] vào ngày 10 tháng 7 năm 2002 và sau cuộc gặp với Thủ tướng Anh [Tony Blair]] vào ngày 15 tháng 7 năm 2002.
Cùng có mặt với ông trong vụ tai nạn là [Pär Nuder], Bộ trưởng Tài chính, và Sten Olsson, Thư ký Nhà nước. Pär Nuder đã viết trong cuốn sách của ông Stolt men inte nödd ("tự hào nhưng không hài lòng"), được phát hành vào năm 2008, rằng Persson đã giảm trong khi cưỡi xe đạp bởi vì ông say rượu sau khi tiêu thụ một lượng lớn đồ uống có cồn Persson trả lời: "Tôi không thể diễn lại chính xác sự kiện này nhưng tôi có thể nói rằng tôi rất ngạc nhiên khi Pär Nuder nhớ bất cứ điều gì"..
Tháng 9 năm 2003, Persson bị chẩn đoán viêm xương hông và phẫu thuật đã được khuyến cáo. Ông đã chọn để đi qua hệ thống chăm sóc sức khoẻ công cộng của Thụy Điển thay vì tìm cách điều trị tư nhân; Ông đã được đưa vào danh sách chờ đợi, và cuối cùng đã nhận được một cuộc phẫu thuật [hip thay thế] vào tháng 6 năm 2004. Trong thời gian 9 tháng đó, ông đi bộ với một sự khập khiễng và báo cáo là về thuốc giảm đau mạnh; Ông đã phải hủy bỏ một số chuyến đi chính thức do sự đau đớn của ông.